# Perichasma miersii
Perichasma miersii är en tvåhjärtbladig växtart som beskrevs av B.C. Kundu och S. Guha. Perichasma miersii ingår i släktet Perichasma och familjen Menispermaceae. Inga underarter finns listade i Catalogue of Life.